# Фонсека, Матиас
Матиас Фонсека (исп. Matias Fonseca; род. 12 марта 2001, Неаполь) — уругвайский футболист, нападающий клуба «Монтевидео Уондерерс» и сборной Уругвая.
Матиас сын известного уругвайского футболиста Даниэля Фонсеки, как и его брат Николас.

## Клубная карьера
Фонсека — воспитанник итальянских клубов «Комо» и «Интер». В 2019 году он был включён в заявку на сезон последних. В 2021 году Фонсека на правах аренды перешёл в «Пергокрема». В матче против «Про Сесто» он дебютировал в итальянской Серии C. 12 декабря в поединке против Ренате Матиас забил свой первый гол за Пергокрема. Летом 2022 года Фонсека перешёл в «Имолезе». 24 сентября в матче против «Фьоренцуолы» он дебютировал за новую команду. В начале 2023 года Фонсека перешёл в «Монтевидео Уондерерс». 11 марта в матче против «Пласа Колония» он дебютировал в уругвайской Примере. 29 апреля в поединке против «Данубио» Матиас забил свой первый гол за «Монтевидео Уондерерс».

## Международная карьера
1 июня 2024 года в товарищеском матче против сборной Коста-Рики Фонсека дебютировал за сборную Уругвая.